# 櫻井寛
櫻井 寛（さくらい かん、1954年3月9日 - ）は、日本のフォトジャーナリスト。日本写真家協会、日本旅行作家協会会員、漫画原作者、東京交通短期大学客員教授.

鉄道ファンであり、撮る写真には日本内外の鉄道に関するものが多い。

## 経歴
長野県佐久市出身(出生は小諸市)。親が国鉄職員であり、鉄道員に憧れて昭和鉄道高等学校に入学した。在学中から鉄道写真に魅せられ、日本大学藝術学部写真学科へ進学。卒業後、出版社写真部勤務を経て、1990年にフォトジャーナリストとして独立。当初は国鉄への就職を目指していたが、その頃の国鉄は赤字続きで新規採用が皆無の状況であったため、転向したと著作で述べている。
1993年秋、航空機を使わず陸路海路のみでの世界一周レース『シャルル・エドシック・シャ ンパン・チャーリー』に日本代表として初参加し、88日間で世界一周を果たす。
1994年3月『鉄道世界夢紀行』（トラベルジャーナル刊）にて第19回交通図書賞を受賞。1997年より阪急交通社旅行写真教室講師。2001年よりNHK文化センター講師、東京交通短期大学特別教養講座講師。2007年フランス政府観光局より「キャンペーン広報大使」に任命される。2017年より東京交通短期大学客員教授。
2015年9月現在の主な連載は、『日本経済新聞』（金曜日夕刊、日本経済新聞社）、『毎日小学生新聞』（日曜版、毎日新聞社）、『日経おとなのOFF』（日経BP社）、『アサヒカメラ』（朝日新聞出版）、『サンデー毎日』（毎日新聞出版）、『JR時刻表』（交通新聞社）、『はれ予報』（しんきんカード）、『小説推理』（双葉社）、『世界鉄道夢紀行・切手コレクション』（郵趣サービス社）など。
超音速旅客機コンコルドのラストフライトにも搭乗し、取材内容は後日JTB『旅』に掲載された。

## 主要著作
- 写真集『凍煙』（プレスアイゼンバーン） 1975年10月
- 『ヘルマンヘッセへの旅』（新潮社・共著） 1992年11月
- 『ガンバレ！蒸気機関車』（旺文社） 1993年3月
- 『鉄道世界夢紀行』（トラベルジャーナル） 1993年9月 ISBN 4-89559-282-0、交通図書賞受賞
- 『大陸横断鉄道の旅』（トラベルジャーナル） 1994年11月
- 写真集『夢の車窓』（講談社） 1994年12月
- 『夢の北米鉄道』（トラベルジャーナル） 1995年12月
- 『時刻表すみずみ紀行・』（トラベルジャーナル） 1996年11月
- 『ヨーロッパ鉄道夢紀行』（東京書籍） 1997年9月
  - 『アルプス鉄道夢紀行』 1997年12月
  - 『アジア鉄道夢紀行』 1998年4月
  - 『オセアニア・アフリカ鉄道夢紀行』 1998年9月
  - 『アメリカ鉄道夢紀行』 1999年1月
- 『オリエント急行の旅』（世界文化社） 1997年10月 ISBN 4-418-97527-6
- 写真集『遥かなる車窓』（バウハウス） 1998年3月 図書館協会選定図書
- 『鉄道グッズ大図鑑』（トラベルジャーナル） 1999年5月
- 『絶景 冬列車の旅』（東京書籍） 1999年11月
  - 『絶景 春列車の旅』 2000年2月
  - 『絶景 夏列車の旅』 2000年5月
  - 『絶景 秋列車の旅』 2000年9月
- 『三大大陸鉄道 豪華寝台特急の旅』（世界文化社） 2000年6月
- 『世界の鉄道旅行案内』（講談社・現代新書） 2000年9月
- 『世界の特急・急行カード』（くもん出版） 2001年2月
- 『世界乗り物いろいろ事典』（新潮社） 2001年3月 ISBN 4-10-602084-X
- 地球紀行『世界豪華列車の旅』（小学館） 2001年7月
- 21世紀幼稚園百科『せかいのとっきゅう』（小学館） 2001年7月
- 『日本縦断 個室寝台特急の旅』（世界文化社） 2001年10月
- 『ようこそ世界の特急』（あかね書房） 2002年3月
- 『みたいしりたい世界のおもしろ鉄道』（あかね書房） 2002年5月
- 『鉄道写真絶景ポイント150 東日本編』（世界文化社） 2002年5月『鉄道写真絶景ポイント150 西日本編』 2002年5月
- 『いつかのりたい世界と日本の豪華列車』（あかね書房）2002年10月
- 『JRのとっきゅう』（PHP研究所） 2003年9月
- 『世界途中下車の旅』（PHP研究所） 2003年11月
- 写真集『Take the Train』（ピエ・ブックス） 2004年9月
- 『世界の終着駅へ』（PHP研究所） 2004年9月
- 『日本列島鉄道の旅』（小学館） 2005年2月 ISBN 4-09-102057-7
- ほたるの本『オリエント急行の旅』（世界文化社） 2005年7月
- 『世界一周！大陸横断鉄道の旅』（PHP） 2005年8月
- ほたるの本『日本縦断個室寝台特急の旅』（世界文化社）2005年11月
  - 『続・日本縦断個室寝台特急の旅』 2005年11月
- 『駅弁ひとり旅』（監修）（双葉社）
  - 『新・駅弁ひとり旅〜撮り鉄・菜々編〜』
- 『日本列島ローカル線紀行』（世界文化社） 2006年5月
- ほたるの本『三大大陸鉄道の旅』（世界文化社） 2006年10月
- 『豪華寝台特急の旅』（世界文化社） 2006年10月
- 『今すぐ乗りたい！世界名列車の旅』（新潮社） 2007年2月
- 『豪華列車の旅』（日経ホーム出版社） 2007年8月
- 『日本全国 絶景列車の旅』（世界文化社） 2007年8月
- 『ザ・駅弁 メチャうまか編』（双葉社） 2007年11月
- 『ザ・駅弁 まっことうまいぜよ編』（双葉社） 2008年5月
- 『世界鉄道の旅』（小学館） 2008年6月
- 『ローカル列車の旅』（日経BP社） 2008年9月
- 『鉄道世界遺産』（角川書店） 2008年11月 ISBN 978-4-04-710163-0
- 『今すぐ乗りたい！世界名列車の旅』（新潮文庫） 2009年5月
- 『奥の細道紀行』（日経BP社） 2011年1月
- 『途中下車の愉しみ』（日本経済新聞出版社） 2012年2月
- 『世界の絶景鉄道に行こう』（学研パブリッシング）2012年4月
- 『ぞっこん鉄道今昔』（朝日新聞出版）2012年8月
- 『宮脇俊三と旅した鉄道風景』（ダイヤモンド社）2013年3月
- 『人気鉄道でめぐる世界遺産』（PHP研究所）2013年5月
- 『終着駅への旅 JR編』（JTBパブリッシング）2013年8月
- 『知識ゼロからの駅弁入門』（幻冬舎・共著）2014年3月
- 『ななつ星in 九州の旅』（日経BP社）2014年4月
- 『知識ゼロからの世界の鉄道』（幻冬舎）2014年12月
- 『欧州鉄道の旅』（宝島ワンダーネット）2015年1月
- 『鉄道でまわるフランスの旅』（監修）（朝日新聞出版）2015年7月
- 『日本 鉄道切手夢紀行』（日本郵趣出版）2015年10月
- 『にっぽん縦断 民鉄駅物語 東日本編』（交通新聞社新書）2016年6月
- 『にっぽん縦断 民鉄駅物語 西日本編』（交通新聞社新書）2016年8月
- 『JR九州 D&S列車の旅』（双葉社）2016年10月
- 『列車で行こう！JR全路線図鑑』（世界文化社）2017年8月
- 『世界 鉄道切手夢紀行』（日本郵趣出版）2017年8月

## 展覧会
- 『惜別』『凍煙』『BIGの肖像』（以上ニコンサロン） - いずれも東京、大阪
- 『鉄道世界夢紀行』（富士フォトサロン） - 1994年 東京、1995年 大阪・名古屋・福岡
- 『世界の鉄道旅行展』（ハービスOSAKA） - 1997年 大阪
- 『世界の鉄道・乗った撮った50か国10万キロ』 - 1999年 東京（交通博物館）
- 『オリエント急行の世界』（日本橋・高島屋） - 2001年 東京
- 『ザ・ブリティッシュ・プルマン』（梅田・阪急） - 2003年 大阪
- 『北欧スタイル』（LOFT） - 2008年 大阪、2009年 東京・福岡
- 『世界の美 再発見の旅』（ソニービル） - 2009年 東京・大阪
- 『駅弁ひとり旅・テーマパーク』（梅田・阪神） 2011年 大阪

## TV出演
- マツコの知らない世界（TBS）
  - 駅弁の世界（2015年8月4日）
  - 豪華列車の世界（2016年5月3日）
  - 秋の鉄道旅行の世界（2017年9月12日）
- バイタルTV 駅弁!食べつぶし鉄道旅 (2017年6月27日 - 、BS-TBS) - 進行役
- にっぽんイイね!こだわり鉄道旅 ～駅弁！食べつぶしたび～ (2017年12月23日・2018年5月9日、BS-TBS)
- すべて見せます!世界の王室が愛した豪華列車 (2018年6月2日、NHK BSプレミアム)
- 所さん!大変ですよ (NHK総合) - 駅弁博士として不定期出演